# Panama Hattie
Panama Hattie ist eine Musical Comedy mit der Musik und den Gesangstexten von Cole Porter und einem Buch von Herbert Fields und B. G. DeSylva. DeSylva produzierte das Stück, dessen Uraufführung am 30. Oktober 1940 im 46th Street Theatre in New York stattfand. Mit 501 Aufführungen wurde das Musical ein großer Erfolg. Es war eines von fünf Broadway-Musicals (Anything Goes, Red, Hot and Blue, Du Barry Was a Lady, Something for the Boys) für das Cole Porter komponierte und in dem Ethel Merman die Hauptrolle spielte. In einer weiteren Rolle war Betty Hutton zu sehen. Für die Rolle der achtjährigen Geraldine war ursprünglich Shirley Temple vorgesehen, ehe diese Rolle dann an Joan Carroll vergeben wurde.
 Die Erstaufführung im Londoner West End fand am 4. November 1943 im Piccadilly Theatre statt und lief für 308 Vorstellungen.

## Inhalt
Hattie Maloney ist eine freche, aber gutherzige Nachtclubbesitzerin in der Panamakanalzone, deren Kundschaft, vor allem Matrosen, sich nicht unbedingt nur für Schiffsverkehr interessiert. Als sie sich in Nick Bullett, einen Offizier, verliebt, der sie auch heiraten will, bekommt sie die Chance zum sozialen Aufstieg. Der gestaltet sich allerdings schwierig; Hattie muss die Sympathie von Nicks achtjähriger Tochter Geraldine aus erster Ehe erringen und den Widerstand der höheren Schicht, symbolisiert durch Nicks Vorgesetzten Whitney Randolph, überwinden. Ersteres gelingt durch ihren einfachen und unverbiegbaren Charakter, letzteres durch die Verhinderung eines Bombenanschlages auf die Kanalbehörde, in den Randolphs Tochter, Kitty-Belle, verwickelt ist.

## Bekannte Musiknummern
- I’ve Still Got My Health
- Let’s Be Buddies
- Make It Another Old-Fashioned, Please

## Verfilmung
Die Verfilmung von 1942 unter dem Titel Panama Hattie von Norman Z. McLeod basiert auf dem Musical.